# Južna marjetica
Južna marjetica (znanstveno ime Bellis sylvestris) je trajnica s plazečim koreninskim rizomom, ki je samonikla v Evropi.

## Opis
Južna marjetica ima pritlehne liste, ki tvorijo listno rozeto, iz katere izrašča pokončno, neolistano steblo, na vrhu katerega je en sam cvetni košek. V višino doseže med 6 in 16 cm cm.